# 澳門科技大學珠海校區
澳門科技大學珠海校區為澳門科技大學籌備中的校區。

## 歷史
2020年12月3日，澳門科技大學與珠海市政府日前簽署合作《珠海市人民政府与澳门科技大学合作办学协议》辦學協議，將設珠海校區，擬開設相關學科研究生層次（碩士及博士）的學位課程。